# Placa de incubación

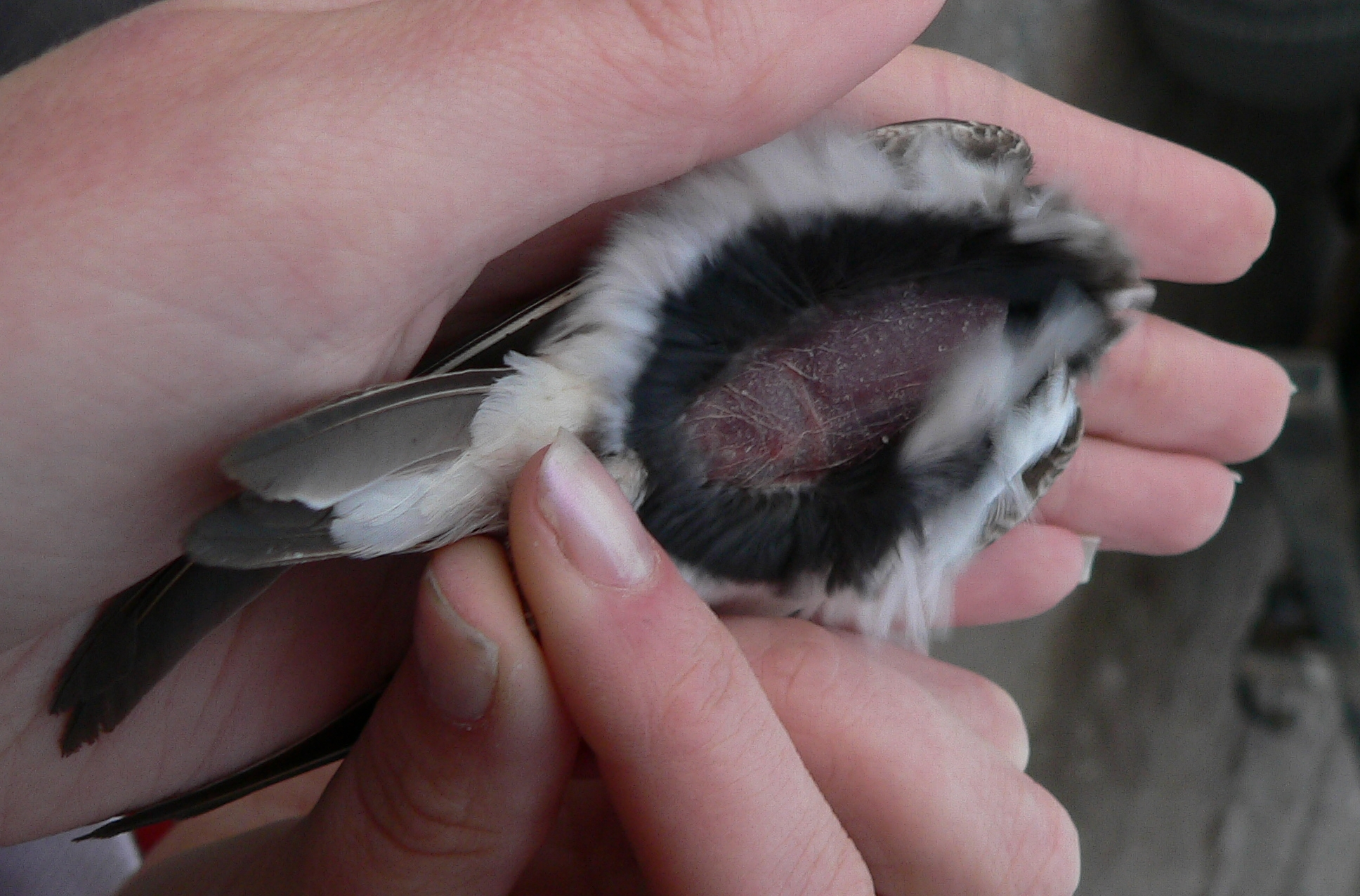
Parche de incubación de un Avión Zapador.

Un parche de incubación o placa de incubación es un parche de piel carente de plumas que es visible en la región ventral de las aves durante la estación de anidación. Este parche de piel está bien suministrado de vasos sanguíneos en la superficie, en él la epidermis se adelgaza y desaparece la grasa lo que hace posible que las aves transfieran mejor el calor a sus huevos mientras incuban. Las plumas constituyen un muy buen aislante térmico no permiten transferir el calor corporal al huevo. En la mayoría de las especies las plumas en la región caen automáticamente pero los patos y gansos, las hembras, que son las que incuban, pueden arrancar las plumas y usarlas para revestir el nido, aunque falta una placa. Las plumas de la región vuelven a crecer pronto luego de que los huevos eclosionan en el caso de las aves precociales pero pueden ser retrasadas en aquellas aves que tienen polluelos altriciales.
Las posiciones de los parches de incubación pueden variar, hay muchas especies que tienen un parche único en el medio del abdomen, las gaviotas y las galliformes pueden tener tres parches de incubación. Los pelícanos, piqueros, alcatraces y cormoranes no desarrollan parches de incubación. Los pelícanos los incuban sobre la patas o los recubren bajo ellas. Los piqueros y alcatraces los recubren con las patas.
No se desarrolla la placa de incubación en las aves que no incuban efectivamente. Los cucos parásitos de cría no desarrollan parches de incubación. Las especies en que no incuban los machos estos no tienen este parche. En especies donde ambos padres incuban, los parches de incubación pueden desarrollarse en ambos sexos.